# Cairo (オペレーティングシステム)
Cairo（カイロ）は1991年から1996年まで実施されたマイクロソフトのプロジェクトのコードネームであった。当初の謳い文句は、ビル・ゲイツの「あなたの指先での情報」のビジョンを実現する次世代オペレーティングシステムのテクノロジーを構築することだった。 Cairoは出荷されなかったが、開発された技術の一部は後の製品に応用されている。

## 概要
Cairoは、1991年のMicrosoft Professional Developers Conferenceで、Jim Allchinによって発表された 。1993年のCairo / Win95 PDCで一般公開された（すべての出席者のデモシステムを含む） 。マイクロソフトはCairoの立ち位置を何度か変更し、一時は製品と呼んでいたり、まとまったテクノロジーだと呼んだりした。

## 特徴
Cairoは、かつて、分散コンピューティングのコンセプトを使用して、世界中のコンピュータネットワークで迅速かつシームレスに情報を利用できるようにするとしていた。
Windows 95ユーザーインターフェイスは、Cairoユーザーインターフェイスで行われた初期設計作業に基づいていた。DCE/RPCはWindows NT 3.1に付属した。 Content Indexingは、Internet Information ServerおよびWindows Desktop Searchの一部になった。
残りのコンポーネントは、オブジェクトファイルシステムである。 かつてはWindows Vistaの一部としてWinFSの形で実装される予定となったが、2006年6月に開発が中止され、その技術の一部はMicrosoft SQL Server 2008などの他のマイクロソフト製品に統合された。その後、マイクロソフトがWindows Media Player、Windowsフォトギャラリー、Microsoft Office Outlookなどのアプリケーションを移行してWinFSをデータストレージのバックエンドとして使用することを計画していたことが、ビル・ゲイツへのインタビューで確認された。
後にWindows XPが発表された際、「XP」を似た字形のギリシア文字に置き換えると「Χ（カイ）Ρ（ロ）」と読めることから、「Windows XPこそが『Cairo』なのでは?」という噂が流れた。